# Agi Murad, il diavolo bianco
Agi Murad, il diavolo bianco è un film del 1959 diretto da Riccardo Freda.

## Trama
Il film è ispirato liberamente al racconto Chadži-Murat di Lev Tolstoj. Nel 1850 Nicola I è zar di tutte le Russie. La situazione è piuttosto critica in molte parti dell'impero, in particolare nel Caucaso.
Lo zar decide allora di mandare la sua figlioccia, la Principessa Maria Vorontsova, dal marito Sergei, dicendole di portargli una lettera riguardante un tentativo diplomatico di pacificare quell'area così instabile.
Le accenna inoltre ad un uomo soprannominato "Il diavolo bianco", il più giovane dei capotribù caucasici: riuscire a trattare con lui significherebbe mettere fine alla guerra.

La principessa lascia dunque Pietroburgo per andare nel Caucaso.
Arriva dal marito e gli porta la lettera; intanto i capotribù caucasici si sono riuniti sotto la guida di Re Shamil.
Agi Murad propone di attaccare un forte presidiato dai Russi; utilizzando la nitroglicerina riescono nel piano.
Il "diavolo bianco" ritorna al villaggio vittorioso portando con sé i prigionieri e tutti festeggiano. Rivede i suoi familiari, Sultanet, di cui è innamorato, e anche il figlio Yusuf, avuto da una donna morta di parto. 
Agi Murad ha ordinato di non fare del male ai prigionieri, ma dei cospiratori li uccidono.
Il Re Shamil non appoggia questa volta Agi Murad che si è scagliato contro Ahmed Khan, sospettato di essere il capo dei traditori e così "il diavolo bianco" decide di andarsene, non prima di aver sposato Sultanet, desiderata anche da Ahmed Khan.
Ben presto viene catturato dai Russi e Ahmed Khan, d'accordo con Sergei, prende in ostaggio il figlio di Agi e Sultanet. 
Agi Murad viene invitato a scendere a patti con i Russi, ma non accetta di firmare nessun compromesso. 
La situazione peggiora quando viene catturato un suo caro amico, Eldar.
I Russi sfruttano questa occasione per ricattare Agi Murad; ma proprio quando sta per firmare, si getta contro Sergei e fugge aiutato da Eldar.
Ahmed intanto minaccia di uccidere il bambino e Sultanet, per salvare il figlio del suo amato Agi Murad, accetta di sposare Ahmed, divenuto, in seguito all'avvelenamento di Shamil, il nuovo Re delle tribù caucasiche.
Proprio durante il matrimonio, Agi Murad, radunati molti uomini, fa irruzione nel villaggio e affronta in duello Ahmed.
Alla fine vince "il diavolo bianco" che può così sposarsi con Sultanet, per la gioia di tutto il popolo.